# خلیج سیمسا
خلیج سیمسا (روسی: Залив Симса) یک خلیج در سرزمین کراسنویارسک کشور روسیه است.